# Ле-Мутье-ан-Ре
Ле-Мутье́-ан-Ре (фр. Les Moutiers-en-Retz) — коммуна на западе Франции, находится в регионе Пеи-де-ла-Луар, департамент Атлантическая Луара, округ Сен-Назер, кантон Порник. Расположена в 45 км к западу от Нанта на побережье Бискайского залива.

## Население
Население коммуны на 2017 год составляло 1 640 человек.
| 1962 | 1968 | 1975 | 1982 | 1990 | 1999 | 2004  | 2009  | 2014  | 2017  |
| ---- | ---- | ---- | ---- | ---- | ---- | ----- | ----- | ----- | ----- |
| 654  | 614  | 635  | 693  | 739  | 908  | 1 101 | 1 293 | 1 565 | 1 640 |

## Экономика
В 2010 году среди 778 человек в трудоспособном возрасте (15-64 лет) 487 были экономически активными, 291 — неактивными (показатель активности — 62,6%, в 1999 году было 56,3%). Из 487 активных жителей работало 438 человек (223 мужчины и 215 женщин), безработных было 49 (22 мужчины и 27 женщин). Среди 291 неактивных 41 человек были учеником или студентами, 187 — пенсионерами, 63 были неактивными по другим причинам.

## Транспорт
Железнодорожная станция Ле-Мутье-ан-Ре обслуживается поездами, ходящими между Порником и Нантом.

## Примечания

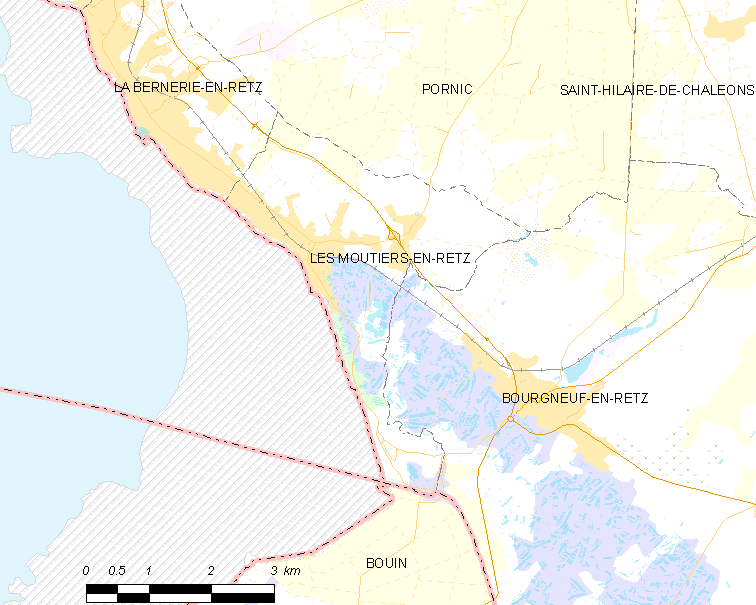
Карта коммуны
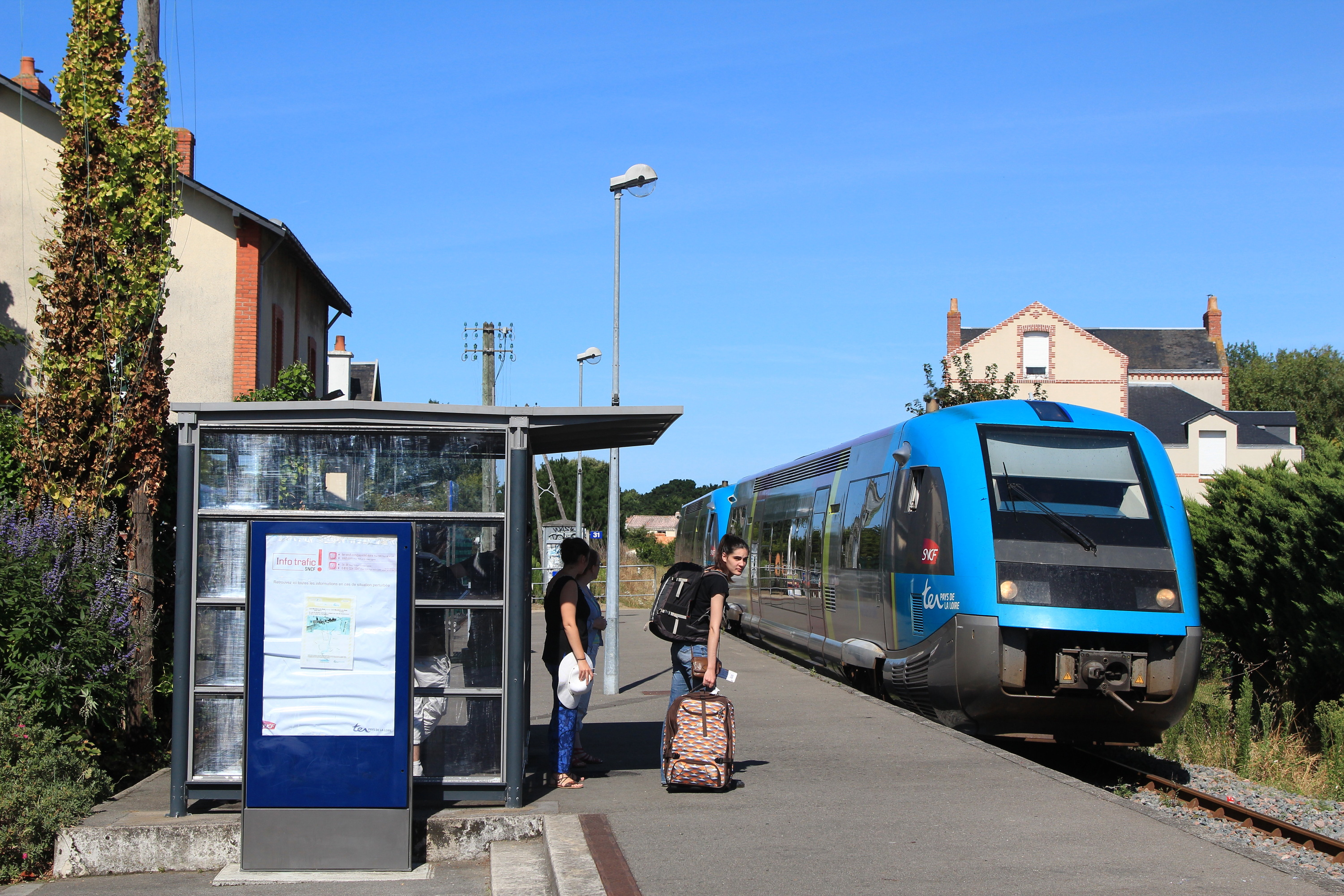
Дизельный поезд X 73500 на железнодорожной станции Ле-Мутье-ан-Ре

## Администрация
| Период | Период | Фамилия       | Партия        | Примечания                                                                        |
| ------ | ------ | ------------- | ------------- | --------------------------------------------------------------------------------- |
| 2001   | 2014   | Жан Гиллот    |               |                                                                                   |
| 2014   |        | Паскаль Бриан | Разные правые | Биомедик, директор Национального исследовательского агентства Франции (2012-2014) |